# مارثا فاينس
مارثا فاينس (بالإنجليزية: Martha Fiennes)‏ (و. 1964  م) هي ممثلة، وكاتبة سيناريو، وكاتِبة، ومخرجة أفلام، ومنتجة أفلام بريطانية، ولدت في سوفولك.

## التعليم
تعلمت في Lady Margaret School ‏
.

## وصلات خارجية
- مارثا فاينس على موقع IMDb (الإنجليزية)
- مارثا فاينس على موقع ألو سيني (الفرنسية)
- مارثا فاينس على موقع أول موفي (الإنجليزية)
- مارثا فاينس على موقع قاعدة بيانات الفيلم (الإنجليزية)
- مارثا فاينس على موقع كينوبويسك (الروسية)